# Amtsgericht Herrnhut
Das Amtsgericht Herrnhut war ein Gericht der ordentlichen Gerichtsbarkeit in Sachsen mit Sitz in Herrnhut.

## Geschichte
In Herrnhut bestand bis 1879 das Gerichtsamt Herrnhut als Eingangsgericht. Im Rahmen der Reichsjustizgesetze wurden 1879 im Königreich Sachsen die Gerichtsämter aufgehoben und Amtsgerichte, darunter das Amtsgericht Herrnhut, geschaffen. Der Gerichtssprengel umfasste Herrnhut, Berthelsdorf, Euldorf, Friedensthal, Großhennersdorf mit Buttermilchvorwerk, Catharinenhof und Christoph-Häusern, Heuscheune, Neuberthelsdorf, Niederrennersdorf mit Fichtelschänke und Fichtelhäusern, Niederruppersdorf mit kaltem Vorwerk, neuen Häusern und Schwanhäusern, Niederstrahwalde, Oberoderwitz mit rothem Gut und Kleinpolen, Oberrennersdorf mit Feldhäusern, Oberruppersdorf mit Kuckuckshäusern und Ninive, Oberstrahwalde mit Alt- und Neu-Zuckmantel und Schönbrunn bei Herrnhut. Das Amtsgericht Herrnhut war eines von 18 Amtsgerichten im Bezirk des Landgerichtes Bautzen. Der Amtsgerichtsbezirk umfasste danach 13.577 Einwohner. Das Gericht hatte damals eine Richterstelle und war ein kleines Amtsgericht im Landgerichtsbezirk. Aufgrund der Verordnung über die Aufhebung von Amtsgerichten vom 11. Dezember 1931 wurde das Amtsgericht Bernstadt zum 1. Januar 1932 aufgelöst. Aus seinem Sprengel wurden Bernstadt, Altbernsdorf auf dem Eigen, Berzdorf auf dem Eigen, Kunnersdorf auf dem Eigen, Neundorf auf dem Eigen und Schönau auf dem Eigen sowie Kemnitz dem Bezirk des Amtsgerichtes Herrnhut zugeordnet.
In den 1940er Jahren wurde das Amtsgericht Herrnhut kriegsbedingt zum Zweiggericht des Amtsgerichtes Löbau. Im Jahre 1952 wurde das Amtsgericht Herrnhut in der DDR aufgehoben und das Kreisgericht Löbau an seiner Stelle neu geschaffen. Gerichtssprengel war nun der Kreis Löbau.